# هانس تومسن
هانس تومسن (بالألمانية: Hans Thomsen)‏ هو دبلوماسي ألماني، ولد في 14 سبتمبر 1891 في هامبورغ في ألمانيا، وتوفي بنفس المكان في 1968.